# Танковая дивизия «Ютербог»
Танковая дивизия «Ютербог» (нем. Panzer-Division Jüterbog) — тактическое соединение сухопутных войск вооружённых сил нацистской Германии. Принимала участие во Второй мировой войне. Создана из частей, обучавшихся на танковой базе под Ютербогом. Командиром был назначен генерал-лейтенант Дитрих фон Мюллер. Через несколько дней после формирования дивизия «Ютербог» была включена в состав 16-й танковой дивизии.

## Организация
- 1-й моторизованный полк «Ютербог»
- 2-й моторизованный полк «Ютербог»
- Танковый батальон «Ютербог» (на базе батальона САУ «Глинике»)
- Артиллерийский полк «Ютербог»
  - 510-й артиллерийский батальон
- Разведывательный батальон «Ютербог»
- Батальон САУ «Ютербог»
- 627-й учебно-резервный инженерный батальон
- Батальон ПВО
- Батальон связи «Ютербог»
- Батальон снабжения